# Кошич, Владо
Владо Кошич (хорв. Vlado Košić, 31 мая 1959, д. Дружбинец) — хорватский епископ, возглавляющий епархию Сисака с момента её восстановления в 2009 году.

## Биография
Родился 31 мая 1959 года в д. Дружбинец, община Петриянец, неподалёку от Вараждина. Начальное образование получил в родном посёлке, затем закончил Архидиоцезальную классическую гимназию в Загребе. В 1985 году закончил теологический факультет Загребского университета. По окончании учёбы 30 июня 1985 года рукоположен в священники.
После рукоположения служил викарным священником в приходах Карловаца и Загреба, настоятелем в приходах Храстовицы и Петриньи. Параллельно продолжал обучение в Загребском университете. В 1989 году окончил магистратуру по теологии, в 1997 году защитил докторскую диссертацию, посвящённую богословию Франьо Ксавера Пеячевича.
29 декабря 1998 года папа римский Иоанн Павел II назначил Владо Кошича вспомогательным епископом архиепархии Загреба. 6 февраля 1999 года состоялась епископская хиротония, главным консекратором был кардинал Йосип Бозанич. После хиротонии стал титулярным епископом с титулом епископа Руспае.
5 декабря 2009 года было объявлено о воссоздании епархии Сисака, Владо Кошич был назначен на пост епископа, который он занимает по настоящее время.
Входит в состав Конференции католических епископов Хорватии, где возглавляет комиссию права и мира (Justitia et Pax) и комиссию по экуменистическому диалогу. Также входит в состав комиссии по диалогу с Сербской православной церковью и комиссии по работе Папской хорватской коллегии св. Иеронима в Риме.